# マジック・フォーミュラー
マジック・フォーミュラー（ドイツ語: Zauberformel、フランス語: formule magique、イタリア語: formula magica、英語: Magic Formula）とは、スイスの政治における閣僚数分配比率に関する暗黙の了解のこと。『魔法の法則』『魔法の公式』と日本語に翻訳される。

## 概要
スイスの内閣に相当する「連邦参事会（連邦評議会）」を構成する7人の連邦閣僚は、国民を代表する国民議会と州（カントン）を代表する全州議会の二院からなる連邦議会の合同会議によって選出される。原則として、全ての国民に閣僚選挙に立候補する権利があるが、実際には退陣する閣僚が出た場合、政党から推薦を受けた候補者の中から新しい閣僚が選出される。
1959年から2003年までの連邦参事会の構成は、閣僚数の分配比率が暗黙の了解としてあり、社会民主党、自由民主党（急進民主党）、キリスト教民主党がそれぞれ2名、スイス国民党が1名を参事会に送り出していた。
しかし1999年と2003年の総選挙の際、外国移民に対する消極的な政策を打ち出し、議席数を圧倒的に増やした保守政党の国民党が、議席数を減らしたキリスト教民主党に代わり、2名を参事会に送り出すのが自然ではないだろうかという議論がなされるようになった。そして2003年12月の連邦内閣閣僚選挙で、国民党が参事会の2議席目を獲得し、キリスト教民主党が1議席を失うという結果になった。しかし、政党の配分が再編成されても、参事会内の合議制のルールが失われることはない。7名の閣僚は個人的な意見が突出することがないよう行政に関わる全てを協議して取り決めている。
ところが2007年、国民党枠で、党推薦ではないエフェリーネ・ヴィドマー＝シュルンプフが閣僚に指名されるハプニングがあり、国民党はシュルンプフを除名し、もう一人の大臣であるサミュエル・シュミットも離党したため、下野した。国民党枠の2名は、新党・市民民主党に移籍した。2008年、シュミットが辞任し、後任大臣は国民党から選出されたため、国民党は与党に復帰した。この時点で連邦参事会の構成は、社会民主党、自由民主党がそれぞれ2名、スイス国民党、キリスト教民主党、市民民主党がそれぞれ1名となった。
2011年の総選挙で、国民党は市民民主党に議席を食われたものの、第1党を維持した。以下、社会民主党、自由民主党、キリスト教民主党と議席順は変わらず、市民民主党は自由緑の党、緑の党に次ぐ第7党に留まった。しかし、国民党が2人目に擁立した候補に着服事件が発覚し、候補を差し替えたもののシュルンプフに敗れたため、連邦参事会の構成は選挙前と変わらなかった。
2013年、国民党は連邦閣僚選出を議員による投票ではなく、国民投票で選出する改正案を提出した。第1党にもかかわらず、閣僚枠が1の現状に不満を持ったからである。しかし6月9日、国民投票の結果否決され、議員による間接選挙が続くことになった。
2015年の総選挙で、国民党は11議席を増やし、200議席中65議席を占める大勝となった。同党は次期閣僚選挙において、閣僚を2人に戻すよう要求した。選挙結果を受けてシュルンプフが閣僚を辞任したため、国民党枠は2に戻った。
またもう一つの暗黙の了解として、同一の州から閣僚を選出することは避けられてきた。これに関しては2000年に施行された新スイス連邦憲法によって、同一の州から複数の閣僚が出ることは容認されるようになったが、できるだけ広範な地域から選出されるよう配慮がされている。